# Talp de Townsend
El talp de Townsend (Scapanus townsendii) és l'espècie més grossa de tàlpid de Nord-america.
Fou anomenat en honor del naturalista estatunidenc John Kirk Townsend, que fou el primer a descriure'l. Viu en zones boscoses i obertes amb sòls humits al llarg de la costa del Pacífic, des del sud-oest de la Colúmbia Britànica fins al nord-oest de Califòrnia. Té un pelatge negre vellutat, un musell puntat i una cua curta, gruixuda i gairebé calba. Mesura uns 21 cm de llarg, incloent-hi una cua de 4 cm i pesa uns 138 g. Les potes anteriors són amples i tenen forma de pala, estant especialitzades per excavar; les posteriors són més petites. Té 44 dents. Les orelles no són visibles i té uns ulls petits. El seu aspecte és similar al del talp costaner del Pacífic, que és una mica més petit. Es passa gran part del temps sota terra, buscant cucs de terra, petits invertebrats i material vegetal en caus poc profunds. Roman actiu tot l'any. És principalment solitari, excepte durant la temporada d'aparellament a finals de l'hivern. La femella dona a llum una ventrada d'entre dues i quatre cries en un cau subterrani profund.